# Хартленд (Нью-Брансуик)
Хартленд (англ. Hartland) — город в графстве Карлтон провинции Нью-Брансуик (Канада).

## История
Первыми поселенцами Хартленда были Уильям Орсер и его сын Уильям младший в 1762 году. Уильям Орсер приехал в Хатленд из Нью-Йорка вместе со своей женой и шестью детьми. Когда его жена умерла от болезни, он женился на вдове, Мэри Блейк, у которой также было шесть детей. Пара позже задумала завести ещё шесть детей. Земля полностью была заселена в 1797 году.

## Культура

### Языки
В соответствии с Законом об официальных языках, английском является официальным в Хартленде, менее чем 20 % населения говорит на французском.

### Люди
Олден Ноулан (1933—1983) жил в Хартленде с 1952 по 1962 год, где он работал журналистом, он написал в нескольких своих стихах этот период, а также в нескольких частях книги «Чудо на Индиан Ривер», опубликованной в 1968 г.

## Экономика
В Хартленде есть фабрика Шалтай-Болтай по производству микросхем. И ещё существует автотранспортная компания «& Ross Ltd», одна из десяти крупнейших в Канаде. Город также посещают туристы, большинство из них хотят увидеть крытый мост.

## Жизнь в Хартленде
В Хартленде есть общинная школа, которая принимает детей из детского сада, и учащихся во всех классах до 12 класса. Это английская государственная школа в рамках школьного округа № 14.
В Хартленде есть публичная библиотека доктора Уолтер Чеснат. В Хартленде также есть больницы, и пожарное депо. Существует также лицензированные дома престарелых.
В городе есть станция Королевской Канадской конной полиции основной офис которой расположен в Вудстоке.

## Катастрофы

### Пожары
15 июля 1907
Из-за поджога начинается пожар, из-за которого сгорает большая часть города. После этого город перестраивают.
25 августа 1980
Огонь разрушает многие предприятия на Мэйн-стрит.

### Наводнения
Будучи построен возле реки Сент-Джон, город, как правило, страдает от паводков весной. Ледяные заторы угрожают Хартлендскому мосту.

## Архитектура и памятники

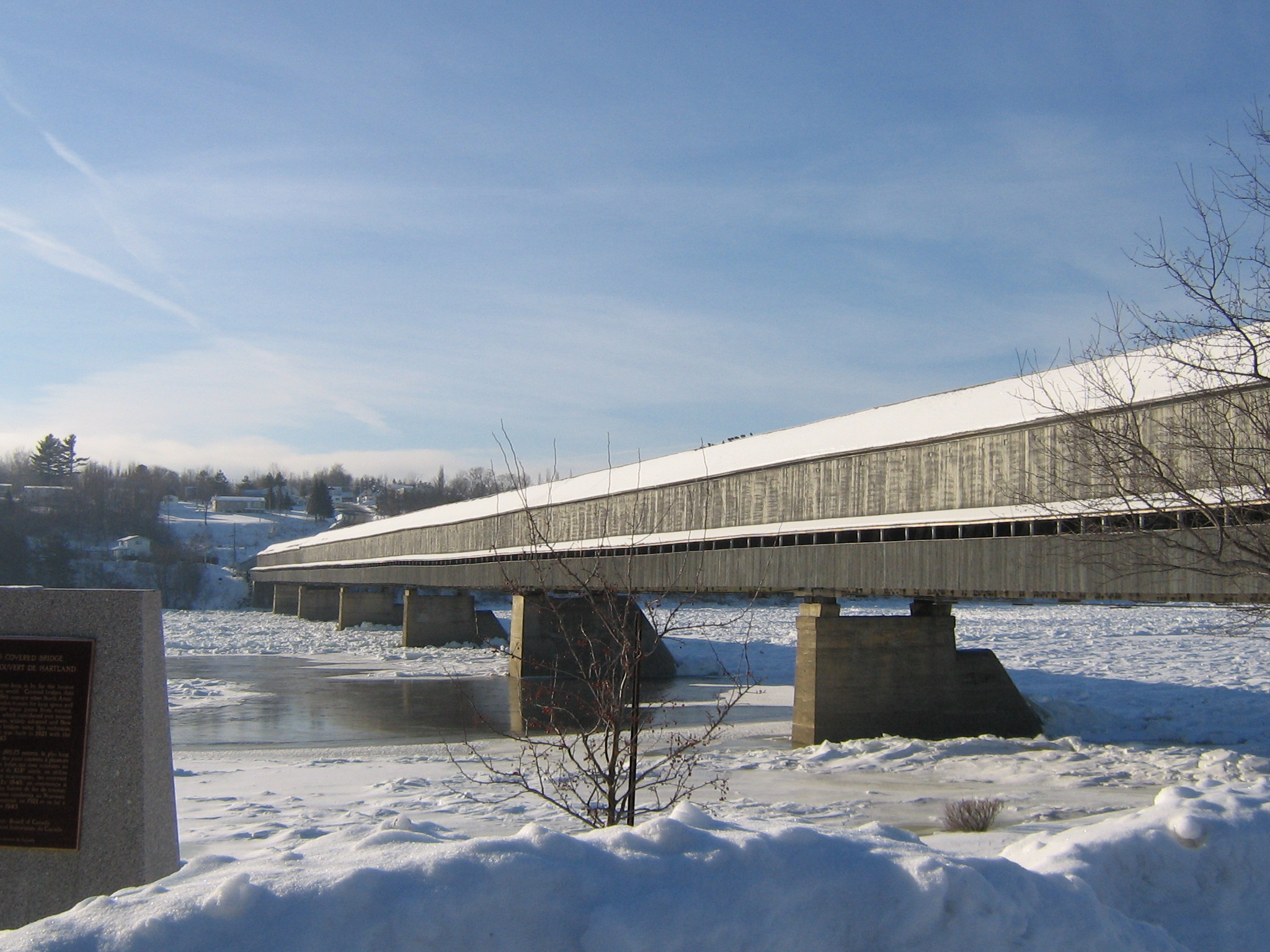
Крытый мост через реку Сент-Джон

В Хартленде есть крытый мост, который пересекает реку Сент-Джон. Мост был построен в 1901 году, а в 1921 году его покрывают. Он состоит из семи пролётов покрытия, и четырёх железобетонных плит. Общая длина моста 391 метров, что делает Хартлендский мост самым длинный крытым мостом в мире.
Главная улица часто страдала от наводнений и пожаров в прошлом, но, несмотря на это, на ней ещё имеется несколько исторических зданий, хотя и значительно изменённых.